# مغول‌سرای
مغول‌سرای (به انگلیسی: Mughalsarai) یک منطقهٔ مسکونی در هند است که در بخش چاندولی واقع شده‌است.

## خصوصیات
مغول‌سرای ۱۵۴٬۶۹۲ نفر جمعیت دارد و ۶۵ متر بالاتر از سطح دریا واقع شده‌است.